# Кожикоде
Кожикоде (Kozhikode, изговор "Корикод" са језиком уназад на "р"), раније познат и као Каликут, град је на југозападној обали Индије, у држави Керала. Према незваничним резултатима пописа 2011. у граду је живело 432.097 становника. У време (европске) класичне старине и Средњег века био је познат као "Град зачина", јер је био велико средиште трговине (→ Пут зачина).

## Становништво
Према незваничним резултатима пописа, у граду је 2011. живело 432.097 становника.
| 1991.   | 2001.   | 2011.   |
| ------- | ------- | ------- |
| 419.831 | 436.556 | 432.097 |